# 孔門拳
孔門拳，湖北拳術，為中國武術流派之一。

## 源流
孔门拳起源于湖北的大治、阳興，一种说法是孔门拳相传由孔庭章自创，因尊孙悟空为祖师，称为空门,另一种说法是孔佐停在武當派高手严伏创立的基础上对拳势作了改进，传与兴国州人士明应仙，故称孔门。

## 介紹
注重气、劲、势、法的结合，拳法剛勁，步法沉穩獨特，跳落歸膝似鶴翔，動作靈活賽猿猴。攻防範圍不出丈餘，適於近身搏鬥。

## 套路
徒手套路有虎占山、虎下山、虎斗、逼龙珠、龙狮、虎狮、凤狮、九滚十八跌、云燕、上山、缠丝、盘槽、出洞、四角狮、逼桩等，器械套路耙棍鐧刀，鎲棍槊棒，鞭鐧錘抓，枴子流星，還有獨門兵器大、小鏈鉀

## 來源
1. 1 2  江松《湖北省地方拳种孔门拳的研究》